# Zaria
Zaria è una città della Nigeria settentrionale, nella zona degli altopiani, con 1 018 827 abitanti (2007). 

## Economia
La città ha un'attività centrata attorno all'industria agricola. Vi sono centri di lavorazione del cotone e del tabacco; notevole è anche la produzione di olio e lo sviluppo dell'industria meccanica. A Zaria vi sono inoltre un aeroporto e un'università.